# Morrison, Argentina
Morrison är en ort i Argentina.   Den ligger i provinsen Córdoba, i den centrala delen av landet, 500 km nordväst om huvudstaden Buenos Aires. Morrison ligger 148 meter över havet och antalet invånare är 3 245.
Terrängen runt Morrison är mycket platt. Närmaste större samhälle är Bell Ville, 14,1 km öster om Morrison.
Trakten runt Morrison består till största delen av jordbruksmark. Runt Morrison är det glesbefolkat, med 9 invånare per kvadratkilometer.